# Неделище
Неде́лище (укр. Неділище) — село в Емильчинском районе Житомирской области Украины.
Код КОАТУУ — 1821784001. Население по переписи 2001 года составляет 808 человек. Почтовый индекс — 11252. Телефонный код — 4149. Занимает площадь 0,46 км².

## Адрес местного совета
11252, Житомирская область, Емильчинский р-н, с. Неделище, ул. Центральная; тел. 78-6-45.

## Известные личности
- Матвиенко Нина Митрофановна (1947—2023) — украинская певица, народная артистка Украины.